# Le Codex Merlin

Le Codex Merlin (titre original : Merlin Codex Series) est une trilogie de fantasy écrite par Robert Holdstock. Elle compte trois tomes : Celtika, Le Graal de fer et Les Royaumes brisés. Le premier tome raconte la résurrection de Jason et de son navire l'Argo, par l'enchanteur Merlin.